# Rutilus

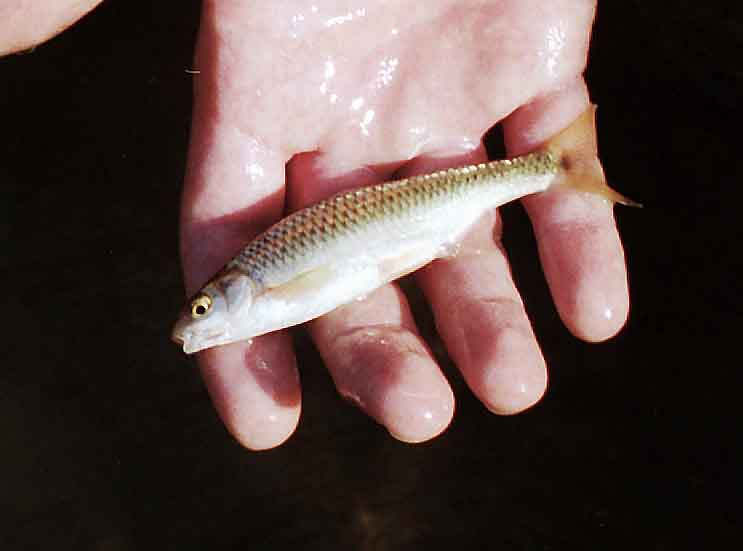
Rutilus rubilio

Los rutilos son el género Rutilus de peces de agua dulce de la familia Cyprinidae, distribuidos por ríos de Europa y norte de Asia.

## Importancia para los humanos
La mayoría de las especies son pescadas con fines comerciales, siendo también una importante especie para pesca deportiva.

## Especies
Según ITIS, la bermejuela (Rutilus arcasii), especie endémica de la península ibérica, es un auténtico rutilo y debe agruparse en este género.

Según FishBase basándose en estudios filogenéticos más recientes, por parentesco la bermejuela debe ser considerado en otro género pasando a denominarse Achondrostoma arcasii, así como todos los rutilos ibéricos en el género Achondrostoma, por lo que existirían sólo 17 especies válidas agrupadas en el género Rutilus:
- Rutilus albus (Maric, 2010)
- Rutilus aula (Bonaparte, 1841)
- Rutilus basak (Heckel, 1843)
- Rutilus caspicus (Yakovlev, 1870)
- Rutilus frisii (Nordmann, 1840)
- Rutilus heckelii (Nordmann, 1840)
- Rutilus karamani (Fowler, 1977)
- Rutilus kutum (Kamensky, 1901)
- Rutilus meidingerii (Heckel, 1851)
- Rutilus ohridanus (Karaman, 1924)
- Rutilus panosi (Bogutskaya y Iliadou, 2006)
- Rutilus pigus (Lacepède, 1803)
- Rutilus prespensis (Karaman, 1924)
- Rutilus rubilio (Bonaparte, 1837)
- Rutilus rutilus (Linnaeus, 1758) - Rutilo común
- Rutilus virgo (Heckel, 1852)
- Rutilus ylikiensis (Economidis, 1991)

Especies que antes se consideraban en este género y que estudios recientes las llevan a otros:
- Rutilus atropatenus (Derjavin, 1937), que ahora se denomina Pseudophoxinus atropatenus.